# 1923
- Wikisource

| Calendário gregoriano                                                        | 1923 MCMXXIII                        |
| Ab urbe condita                                                              | 2676                                 |
| Calendário arménio                                                           | 1372 – 1373                          |
| Calendário bahá'í                                                            | 79 – 80                              |
| Calendário budista                                                           | 2467                                 |
| Calendário chinês                                                            | 4619 – 4620 Início a 16 de fevereiro |
| Calendário copta                                                             | 1639 – 1640                          |
| Calendário etíope                                                            | 1915 – 1916                          |
| Calendários hindus - Vikram Samvat - Calendário nacional indiano - Cáli Iuga | 1978 – 1979 1844 – 1845 5023 – 5024  |
| Calendário Holoceno                                                          | 11923                                |
| Calendário islâmico                                                          | 1342 – 1343                          |
| Calendário judaico                                                           | 5683 – 5684 Início a 11 de setembro  |
| Calendário persa                                                             | 1301 – 1302 Início a 22 de março     |
| Calendário rúnico                                                            | 2173                                 |
| Calendário solar tailandês                                                   | 2466                                 |

1923 (MCMXXIII, na numeração romana) foi um ano comum do século XX do calendário gregoriano, da Era de Cristo, e a sua letra dominical foi G (52 semanas), teve início numa segunda-feira e terminou também numa segunda-feira.
| Ano completo                         |
| ------------------------------------ |
| Ano comum com início à segunda-feira |

## Eventos
- 25 de janeiro — Posse de Borges de Medeiros no Rio Grande do Sul leva ao conflito armado conhecido como Revolução de 1923.
- 4 de abril — Harry, Albert, Sam e Jack Warner fundam a Warner Bros.
- 2 de agosto — O então Presidente dos Estados Unidos Warren G. Harding morre, e seu vice-presidente Calvin Coolidge assume a Presidência dos Estados Unidos, governando o país até 1929.
- 1 de setembro — Grande sismo de Kantō provoca mais de 100 000 mortos e 1,9 milhões de feridos e desalojados, além de destruir a cidade de Yokohama e as prefeituras vizinhas de Chiba, Kanagawa, Shizuoka e Tóquio, Japão
- 16 de outubro – Os irmãos Roy e Walt Disney fundam a Disney.
- 29 de outubro — Proclamação oficial da República da Turquia, sucessora do Império Otomano, oficialmente extinto em 1 de novembro de 1922.
- 8 de novembro — Putsch da Cervejaria ou Putsch de Munique, uma tentativa falhada de golpe de Adolf Hitler e do Partido Nazista contra o governo da região alemã da Bavaria.

## Nascimentos
- 20 de fevereiro — Forbes Burnham, presidente da Guiana de 1980 a 1985. (m. 1985).
- 23 de fevereiro — Belisario Betancur, Presidente da República da Colômbia de 1982 a 1986. (m. 2018)
- 26 de fevereiro — Isaurinha Garcia, cantora brasileira (m. 1993).
- 11 de março — Agatha Barbara, chefe de estado de Malta de 1982 a 1987. (m. 2002).
- 9 de abril — Bruno Kiefer, compositor, musicólogo e crítico musical teuto-brasileiro (m. 1987).
- 10 de maio — Heydar Aliyev, presidente do Azerbaijão de 1993 a 2003. (m. 2003).
- 14 de maio — Alfredo Pieroni, jornalista e escritor italiano. (m. 2011).
- 31 de maio — Rainier III, príncipe de Mônaco (m. 2005).
- 2 de julho — Wisława Szymborska, escritora polonesa que foi galardoada com o Nobel de Literatura em 1996. (m. 2012).
- 6 de julho — Wojciech Jaruzelski, militar, primeiro-ministro (1981-1985), chefe do conselho de estado (1985-1989) e presidente da Polónia (1989-1990) (m. 2014).[1]
- 2 de agosto — Shimon Peres, presidente de Israel desde 2007. Nobel da Paz 1994. (m. 2016).[2]
- 6 de setembro — Pedro II da Iugoslávia, Rei da Jugoslávia de 1934 a 1945 (exilado em 1941) (m. 1970).
- 15 de agosto — Maria Milza dos Santos Fonseca, agricultora brasileira (m. 1993).
- 5 de outubro — Glynis Johns, atriz, cantora, pianista e dançarina britânica (m. 2024).
- 3 de novembro — Charles Nolte, ator norte-americano (m. 2010).
- 13 de novembro — Misael Pastrana, Presidente da República da Colômbia de 1970 a 1974 (m. 1997).
- 15 de novembro — Lento Goffi, poeta, jornalista e critico literàrio italiano (m. 2008).
- 17 de novembro — Aristides Maria Pereira, Presidente de Cabo Verde de 1975 a 1991. (m. 2011).
- 25 de novembro — Mauno Koivisto, presidente da Finlândia de 1982 a 1994. (m. 2017).
- 2 de dezembro — Maria Callas, cantora grega (m. 1977).

## Mortes
- 10 de janeiro — Antoine Simon, presidente do Haiti de 1908 a 1911 (n. 1843).
- 18 de abril — Savina Petrilli, beata italiana que fundou a Congregação das Irmãs dos Pobres de Santa Catarina de Siena (n. 1851).
- 2 de agosto — Warren G. Harding, presidente dos Estados Unidos de 1921 a 1923. (n. 1865)
- 9 de setembro — Hermes Rodrigues da Fonseca, presidente do Brasil de 1910 a 1914) (n. 1855).
- 12 de outubro — Diego Manuel Chamorro Bolaños, presidente da Nicarágua de 1921 a 1923.(n. 1861).

## Prêmio Nobel
- Física: Robert Andrews Millikan[3].
- Literatura: William Butler Yeats[4].
- Química: Fritz Pregl[5].
- Medicina: Frederick Banting, John James Rickard Macleod[6]
- Paz — Não houve prêmio.

## Por tema
- 1923 na arte
- 1923 no Brasil
- 1923 no carnaval
- 1923 na ciência
- 1923 no cinema
- 1923 no desporto
- 1923 no jornalismo
- 1923 na literatura
- 1923 na música
- 1923 na política
- 1923 na rádio
- 1923 no teatro
- 1923 na televisão